# Episodi di House of Cards - Gli intrighi del potere (seconda stagione)
La seconda stagione della serie televisiva House of Cards - Gli intrighi del potere è stata interamente resa disponibile sul servizio di streaming on demand Netflix il 14 febbraio 2014.
In Italia è andata in onda in prima visione sul canale satellitare Sky Atlantic dal 23 settembre al 6 novembre 2014.
| nº | Titolo originale | Titolo italiano | Pubblicazione USA | Prima TV Italia   |
| -- | ---------------- | --------------- | ----------------- | ----------------- |
| 1  | Chapter 14       | Capitolo 14     | 14 febbraio 2014  | 23 settembre 2014 |
| 2  | Chapter 15       | Capitolo 15     | 14 febbraio 2014  | 23 settembre 2014 |
| 3  | Chapter 16       | Capitolo 16     | 14 febbraio 2014  | 30 settembre 2014 |
| 4  | Chapter 17       | Capitolo 17     | 14 febbraio 2014  | 30 settembre 2014 |
| 5  | Chapter 18       | Capitolo 18     | 14 febbraio 2014  | 7 ottobre 2014    |
| 6  | Chapter 19       | Capitolo 19     | 14 febbraio 2014  | 7 ottobre 2014    |
| 7  | Chapter 20       | Capitolo 20     | 14 febbraio 2014  | 14 ottobre 2014   |
| 8  | Chapter 21       | Capitolo 21     | 14 febbraio 2014  | 14 ottobre 2014   |
| 9  | Chapter 22       | Capitolo 22     | 14 febbraio 2014  | 21 ottobre 2014   |
| 10 | Chapter 23       | Capitolo 23     | 14 febbraio 2014  | 21 ottobre 2014   |
| 11 | Chapter 24       | Capitolo 24     | 14 febbraio 2014  | 28 ottobre 2014   |
| 12 | Chapter 25       | Capitolo 25     | 14 febbraio 2014  | 28 ottobre 2014   |
| 13 | Chapter 26       | Capitolo 26     | 14 febbraio 2014  | 4 novembre 2014   |

## Capitolo 14
- Diretto da: Carl Franklin
- Scritto da: Beau Willimon

### Trama
In attesa di ricevere la nomina a vicepresidente degli Stati Uniti, Frank lavora per trovare una persona che lo sostituisca come capogruppo al Congresso. Mentre formalmente vuole lasciare libero il partito di convergere sulla candidatura più adeguata, in realtà ha già deciso che il ruolo di whip dovrà andare alla veterana di guerra Jackie Sharp. Frank convoca Jackie per proporle l'incarico, sottolineando che ha tutte le qualità giuste per rimpiazzarlo e che rischia di perdere un'ottima occasione. Per agevolarla, Underwood le mette a disposizione dei files scottanti sugli altri due candidati da poter usare contro di loro. Adulata da Frank, Jackie accetta di correre per diventare whip.
Frank è preoccupato per la piega che sta assumendo la vicenda di Peter Russo. Zoe, Lucas e Janine sono arrivati a lui, ma devono riuscire a provare come sia implicato nella sua morte. Per questo motivo, Frank ordina a Doug di trasferire Rachel in un luogo sicuro e chiede a Linda di assumere Christina nello staff del presidente. Nonostante l'iniziale indecisione, Christina accetta un incarico che potrebbe dare una svolta importante alla sua carriera. Rachel invece non intende lasciare il lavoro al ristorante e minaccia Doug con un coltello di ucciderlo, ma l'uomo la disarma e la obbliga ad affidarsi nuovamente a loro perché non ha alternative. Zoe torna nel ristorante della ragazza, ma scopre dal suo ex datore di lavoro che Rachel se n'è andata. Intanto, Lucas entra in possesso del verbale relativo alla morte di Peter e legge che il cadavere è stato rinvenuto nel sedile del passeggero, il che smentisce la versione del suicidio. Zoe incontra Frank e gli confida di pensare che è stato lui a uccidere Peter. Il deputato reagisce con finta sorpresa e la esorta a fidarsi di lui, considerando che quando diventerà vicepresidente i vantaggi per lei saranno notevoli.
L'avvocato di Claire cerca di convincerla a evitare il processo contro Gillian, ma la donna è risoluta nel voler andare in aula. Claire deve anche sottoporsi alla prima trafila di esami della Dottoressa Larson per l'inseminazione e non ha ancora informato Frank della sua decisione di volere un figlio. Esaminando i documenti di Gillian, Claire si accorge che la ragazza deve assumere dei farmaci per non pregiudicare la salute del feto e le blocca l'assicurazione sanitaria, sostenendo che ha firmato un consenso informato quando invece è stata la stessa Claire a falsificare la sua firma. Claire ha intenzione di abbandonare la CWI per stare al fianco di Frank, così pretende che Gillian diventi presidente della società e rinunci alla causa in tribunale, altrimenti si dice disposta a far morire il suo bambino. Gillian è costretta ad accettare e Claire telefona in clinica per annullare gli esami che aveva programmato, rinunciando definitivamente all'inseminazione.
Nel giorno del proprio compleanno, Underwood incontra Zoe di nascosto in metropolitana e le chiede di cancellare dal cellulare tutte le loro conversazioni e i suoi contatti. Zoe esegue l'ordine, ma rimane convinta nel pensare che sia lui l'assassino di Peter. Resosi conto che la reporter sa troppe cose, a malincuore Frank la spinge sui binari proprio mentre sta passando il treno. Zoe muore sul colpo e Janine fa le valigie per fuggire, esortando Lucas a lasciar perdere una faccenda che sta diventando troppo pericolosa.

## Capitolo 15
- Diretto da: Carl Franklin
- Scritto da: Beau Willimon

### Trama
Diventato ufficialmente vicepresidente degli Stati Uniti, Frank non vede di buon occhio i rapporti tra Walker e Tusk. Quest'ultimo si sta intromettendo nelle relazioni commerciali tra Stati Uniti e Cina, spingendo per una soluzione che avvantaggi i suoi partner asiatici. Con l'obiettivo di danneggiare gli affari di Tusk, Underwood spinge Catherine Durant a rompere i negoziati con la delegazione cinese, mettendole il tarlo sul rapporto privilegiato tra i due uomini. Walker è fortemente indeciso su chi sostenere, tra il proprio Segretario di Stato e la Cina, e alla fine Frank lo convince a sostenere la Durant, rimarcando però come non sia positivo mostrarsi deboli di fronte ai ricatti cinesi. Tusk è sorpreso del fatto che il presidente gli abbia remato contro, con Frank che finge di essere sbalordito esattamente come lui.
Frank fa credere a Howard Webb e Wes Buchwalter, i due avversari di Jackie nella corsa a whip, che sono i favoriti e si devono mettere d'accordo per chi di loro due assumerà l'incarico. In realtà, Underwood punta proprio sul fatto che non giungeranno mai a un compromesso e spianeranno la strada a Jackie. Nel frattempo, la donna trova un primo importante endorsement dentro il partito da Ted Havemeyer, un vecchio politico che è stato amico di suo padre e che per questo l'ha presa sotto la sua ala protettrice. Jackie è l'unica persona a sapere che Havemeyer ha una figlia disabile, nata dalla relazione con una domestica. Jackie rivela pubblicamente questo segreto, così da costringere Havemeyer a farle avere il sostegno di altri esponenti democratici.
Il primo evento pubblico a cui Frank deve partecipare come vicepresidente è il conferimento di un'alta carica a due militari. Claire scopre che uno dei decorati è Dalton McGinnis, un suo compagno di college che abusò di lei al primo anno ad Harvard. Frank scopre la verità durante la cena di gala, avendo notato che la moglie era molto scossa quando è stata avvicinata da McGinnis. Underwood vuole screditare pubblicamente McGinnis, ma Claire lo scongiura di soprassedere perché non intende riaprire un capitolo doloroso della sua vita. Allora Frank segue il cerimoniale, trattando comunque il militare in maniera fredda. Claire racconta al marito di aver sempre cercato di rimuovere l'immagine della ragazza sofferente e impotente che subì l'abuso.
Lucas non si dà pace per la morte di Zoe, presentandosi al lavoro in abbigliamento trasandato e incapace di concentrarsi su altro. Il suo contatto all'interno della polizia si rifiuta di continuare la loro collaborazione, ritenendo che non ci siano gli elementi per aprire un'indagine nei confronti di Underwood. Lucas ha bisogno di conforto e invita in ufficio il suo ex capo Tom Hammerschmidt, il quale gli racconta che quando morì sua moglie aveva cercato in ogni modo di trovare un colpevole a tutti i costi, ma alla fine si era dovuto arrendere alla triste realtà, ossia che non sempre esiste un colpevole. Lucas però è ancora più risoluto nell'andare fino in fondo e si fa spiegare da un tecnico informatico del giornale come contattare un gruppo di hacker, allo scopo di intercettare le telefonate di Frank.

## Capitolo 16
- Diretto da: James Foley
- Scritto da: Bill Cain

### Trama
13 febbraio 2014. L'amministrazione Walker rischia di andare incontro al government shutdown perché i repubblicani non intendono approvare la legge sullo Stato dell'unione. Frank prova a intavolare una discussione coi rappresentanti repubblicani al Senato, proponendo loro l'innalzamento dell'età pensionabile a 68 anni e del pensionamento anticipato a 64 anni. Mentre Hector Mendoza è sostanzialmente d'accordo con Frank, Curtis Haas non vuole darla vinta ai democratici. Walker teme che l'avventatezza di Frank possa portare a una frattura insanabile tra governo e cittadini, ma il vicepresidente è convinto di far passare la legge.
Claire sta valutando i candidati per l'ufficio stampa di Frank e rimane molto colpita da Connor Ellis, un giovane molto in gamba che dice di essere originario del Texas come lei. Connor dice di averla vista la prima volta in televisione nel 1986, quando comparve assieme all'allora candidato al Congresso Frank Underwood. Claire concorda sul fatto che lei e Frank devono avere una copertura mediatica maggiore, considerando il ruolo che ricoprono, e assume Connor in prova. Christina viene tampinata da Lucas che prova a contattarla in ogni modo. Quando s'incontrano faccia a faccia fuori dalla Casa Bianca, Christina minaccia di denunciarlo alle autorità per le sue illazioni nei confronti del vicepresidente Underwood. Doug raccomanda ai servizi segreti di tenere a bada le voci circolanti in rete che attribuiscono a Frank la responsabilità delle morti di Peter Russo e Zoe Barnes, potendosi rivelare dei boomerang.
Lucas viene contattato da un hacker di nome Gavin Orsay che lo costringe a rubare le credenziali di accesso dell'Herald. Ingannando il tecnico del giornale, il cronista riesce a entrare in possesso del codice e lo comunica a Gavin. Solo dopo Lucas scopre che in realtà il codice non serviva, poiché Gavin voleva semplicemente vedere quanto è disposto a rischiare per la causa. Rachel ha trovato lavoro in un call center, dove contatta la gente per sottoporre dei questionari sulla legislazione delle armi. La ragazza tenta di chiamare l'ospedale dove lavora la madre, ma è costretta a interrompere il collegamento quando il suo capo passa per controllare che stia lavorando. Sull'autobus Rachel conosce Lisa, una ragazza che la invita a partecipare agli incontri della sua congregazione religiosa. Nonostante Doug le avesse raccomandato di non avere contatti con l'esterno se non strettamente necessari, Rachel va all'incontro e si fa presentare da Lisa agli altri partecipanti.
Consapevole dell'impossibilità di pervenire a un accordo coi repubblicani, Frank e il suo staff iniziano a sondare il campo avversario e corrompono qualche senatore per portare i numeri a loro favore. In qualità di vicepresidente, tocca a Frank presiedere la seduta al Senato. Il senatore Haas non ha fatto venire numerosi senatori affinché manchi il numero legale, ma Underwood obbliga il questore a procedere alla chiamata con rapidità e fa votare una mozione in cui i senatori repubblicani presenti in Campidoglio sono costretti con la forza a essere in aula. La legge viene approvata e il presidente Walker, convinto che arriverà anche il sì della Camera, si dice soddisfatto perché assicurerà una pensione alle generazioni successive.

## Capitolo 17
- Diretto da: James Foley
- Scritto da: Laura Eason

### Trama
La legge sullo Stato dell'unione passa all'esame della Camera, ma molti democratici non intendono votarla perché piace ai repubblicani. Frank individua nel gruppo dei liberali di Donald Blythe l'unica àncora di salvezza e incarica Jackie di convincerli a votare a favore, mentre lui vuole trattare direttamente con Blythe. Essendo Jackie diventata whip da poco e quindi poco avvezza ai meccanismi del Congresso, Underwood incarica Remy di assisterla nei colloqui. Tuttavia, Jackie non riesce a smuovere i liberali dalle loro posizioni e Remy la giudica troppo morbida in questo nuovo compito, al contrario Frank sapeva bene da che lato prendere i parlamentari più recalcitranti.
Frank e Blythe stanno discutendo nell'ufficio di Underwood, quando giunge al Campidoglio una lettera contenente polvere bianca che fa scattare immediatamente la procedura di allerta. L'intero staff presidenziale è messo in quarantena, il che significa che Frank dovrà rimanere chiuso nel suo ufficio assieme a Blythe fino a quando non sarà accertato il contenuto della missiva. Frank è costretto a disdire la sua partecipazione a un'intervista con la CNN in compagnia di Claire, la quale è dunque costretta ad andare in video da sola. Connor la prepara soprattutto per quando le verrà chiesto come mai non ha avuto figli. Quando si arriva alla fatidica domanda, Claire risponde che lei e Frank si sono sempre dedicati al bene degli altri, senza mai sentire il bisogno di costruire una loro famiglia. Tuttavia, la giornalista rileva che durante una delle prime campagne elettorali di Frank lei era apparsa in pubblico in stato interessante, al che Claire è costretta ad ammettere che è vero e che aveva abortito. Durante la pausa pubblicitaria, Connor esorta Claire a non confessare gli altri due aborti perché questo nuocerebbe gravemente all'immagine pubblica di Frank. Claire trova una scappatoia rivelando pubblicamente lo stupro di Dalton McGinnis, così da poter giustificare l'aborto. Dopo poco tempo giunge la telefonata di una giovane militare, anche lei abusata da McGinnis, che non ha mai avuto il coraggio di denunciarlo. Claire le propone di fare fronte comune per impedirgli di fare del male ad altre donne in futuro.
Gavin consegna a Lucas un microchip, chiedendogli di attaccarlo al computer principale di una server farm. Gavin non è convinto delle intenzioni di Lucas, il quale non sembra molto interessato al suo "mestiere". Quella stessa sera Gavin si incontra in macchina con il vicedirettore dell'FBI Nathan Green, il che rivela che l'hacker è stato appositamente rilasciato dal carcere per far incriminare Lucas. Nonostante Gavin lo trovi una persona molto ordinaria e apparentemente innocua, Green vuole che porti a termine il loro piano, sostenendo che Lucas è un pericoloso cyber-terrorista.
La trattativa di Frank è in fase di stallo, anche perché Blythe non ha dimenticato lo sgarbo della riforma dell'istruzione. Siccome la moglie è malata di Alzheimer, Blythe aveva presentato una proposta di legge per aumentare i fondi a favore della ricerca, bloccata però in commissione. Frank si offre di aiutare la legge ad approdare in aula, ma Blythe lo accusa indignato di scambiare il suo tormento personale con gli interessi politici. I due uomini si avvicinano seguendo alla televisione l'intervista di Claire, accorgendosi di avere entrambi delle mogli coraggiose al loro fianco che non mollano di fronte alle avversità. Una volta terminata la quarantena, quando si scopre che la polvere bianca è del tutto innocua, Frank si precipita a casa per la fine dell'intervista a Claire.
Per dimostrare di essere una buona whip, Jackie elabora una strategia per ottenere il voto dei liberali. La capogruppo si fa recapitare un carrello traboccante di faldoni per mostrare ai deputati contrari quante persone verranno danneggiate dallo shutdown. Quella sera Frank e Claire si ritrovano come di consueto davanti alla finestra, con la donna che si complimenta con lui perché anche la Camera ha approvato la legge sullo Stato dell'unione e si è evitato lo shutdown.

## Capitolo 18
- Diretto da: John Coles
- Scritto da: Kenneth Lin

### Trama
Frank si trova a Gaffney ufficialmente per la rievocazione di una battaglia della Guerra di secessione americana, ma in realtà l'obiettivo della visita è trattare personalmente con il miliardario cinese Feng per la costruzione di un ponte a Long Island. Feng si dice favorevole alla proposta, a condizione però che gli Stati Uniti rinuncino alla causa di manipolazione monetaria intentata contro la Cina. Essendo Feng apertamente in combutta con Tusk, tanto da avergli elargito la concessione quarantennale per una raffineria senza vagliare altre proposte, Frank si assume il rischio di far saltare il tavolo e infliggere un duro colpo agli affari del miliardario, a costo però di disattendere la richiesta del presidente Walker di chiudere l'accordo. Feng è segretamente in contatto con Tusk, il quale riferisce il colloquio con Underwood a Walker. Frank replica accusando Tusk di anteporre i suoi affari rispetto all'interesse degli Stati Uniti. Walker ordina sia a Frank che a Tusk di non contattare più Feng, lasciando l'iniziativa al Segretario di Stato Durant.
Connor è preoccupato del racconto fatto da Claire nell'intervista in tv, poiché a nessuno potrà sfuggire che tra quando la donna era al college e il momento in cui è apparsa in pubblico in gravidanza intercorrono ben cinque anni. L'unica soluzione è eliminare il referto medico che attesta l'intervento cui si è sottoposta Claire, effettuato in nero presso il dottor Marbury, benché il medico sia deceduto. Gavin insiste perché Lucas lasci perdere la pazza idea della server farm, non rendendosi conto che la legge è molto dura nei confronti degli hacker. Tuttavia, Gavin è rimesso duramente in riga da Green; così Lucas si dirige alla server farm, ma non appena inserisce il microchip sul server gli accompagnatori gli mostrano il distintivo e lo immobilizzano.
Claire inizia una crociata contro l'omertà delle forze armate nei confronti degli abusi sessuali e chiede alla first lady Tricia di patrocinare la causa, consapevole dell'inevitabile muro che troverà di fronte. Quando effettivamente le viene risposto che non è accettabile un'interferenza della giustizia civile nel codice militare, entra in scena Tricia e si riesce a ottenere un importante passo avanti. Intanto, a casa della vedova Marlbury si presenta un giornalista di nome Seth Grayson che chiede di entrare in possesso del quaderno del dottore, dove trova l'annotazione relativa all'intervento di Claire effettuato venticinque anni prima. Seth mira a diventare il capo dell'ufficio stampa di Frank, quindi si presenta da Claire e la costringe ad assumerlo al posto di Connor, altrimenti renderà pubblico il quaderno. Claire riesce a trovare una soluzione di comodo, assumendo Seth per l'ufficio di Frank e mantenendo Connor al suo fianco, assicurandosi comunque che non si sappia nulla del suo aborto.
Alla rievocazione storica Frank conosce Eric Rawlings, il ragazzo che interpreta Augustus Underwood, un suo antenato che prese parte a quella battaglia. Frank rimane colpito dalla passione con cui il giovane ricorda ogni dettaglio di Augustus e, al culmine dell'evento, sotterra l'anello di famiglia nel punto esatto in cui il prode Underwood fu ucciso. Nel frattempo, Frank ha incontrato di nascosto Feng per ribadire nuovamente la sua contrarietà all'accordo con la Cina e gli rammenta che lui possiede quel potere che i soldi di Tusk non possono battere. La mattina dopo Frank e Tusk, in colloquio telefonico con Walker, si accusano nuovamente a vicenda. Il presidente si indispone molto per l'ennesima discussione tra i due, chiudendo il telefono in faccia a entrambi. Mentre Tusk ci rimane male perché in tanti anni di amicizia non gli era mai accaduto, Frank è fiducioso di riuscire a continuare le sue manovre, ora più vicino al suo obiettivo di esasperare il rapporto tra i due.

## Capitolo 19
- Diretto da: John Coles
- Scritto da: John Mankiewicz

### Trama
Le relazioni tra Stati Uniti e Cina sono ai minimi storici: i cinesi hanno tagliato le forniture di energia, costringendo i cittadini americani a non utilizzare i condizionatori proprio nel bel mezzo della stagione estiva. Frank propone a Walker di far acquistare a terzi il ponte su Long Island al centro della contesa, così da placare le ire cinesi: per fare questo sarebbe necessario stabilire un sussidio sull'energia nucleare, idea alla quale Tusk è fortemente contrario. Frank ha intenzione di evitare un riavvicinamento tra il magnate e Walker, contando sul fatto che lui è il vicepresidente e ha più rapporti con Walker.
Lucas si trova in carcere: il procuratore gli offre un patteggiamento a sette anni di reclusione, ma il reporter vuole rifiutare per andare fino in fondo e rivelare i crimini commessi da Frank. La situazione è però tutt'altro che favorevole, essendo state rinvenute in casa sua quelle foto oscene che Frank scattò a Zoe e della cui paternità viene accusato Lucas. Quest'ultimo decide di mettersi in contatto con Hammerschmidt, invitandolo a proseguire le sue indagini e a pubblicare un articolo in cui rivelare l'intera storia. Hammerschmidt si rende conto di avere a che fare con qualcosa di bollente e prova a coinvolgere anche Janine, ma l'FBI si accorge di questi suoi tentativi e lo previene recandosi dalla giornalista. Janine viene costretta a firmare una deposizione nella quale incrimina Lucas, rinnegando in pratica l'intera vicenda, altrimenti sarà accusata di collaborazionismo e verrà perseguita anche lei. Janine è dunque costretta a scaricare Lucas, lasciandolo affondare da solo.
Tricia dice a Claire di essere molto soddisfatta del lavoro di Christina come assistente del marito. Claire, preoccupata del fatto che la ragazza sa troppe cose sul conto di Frank, la mette in cattiva luce agli occhi della first lady, rivelandole che era diventata l'amante del suo ex datore di lavoro Peter Russo. Claire convoca Christina nel suo ufficio, invitandola a non aver paura di proporsi a Tricia come sua assistente personale. Christina parla con la first lady, ma viene liquidata frettolosamente: la strategia di Claire ha dunque funzionato, essendo Tricia impaurita per il fatto che Christina potrebbe portarsi a letto anche suo marito.
Rachel si sta facendo coinvolgere sempre di più dalla vita in comunità con Lisa, tanto che lavora con passione ed entusiasmo a fianco dei bambini. Doug parla con Rachel, invitandola a lasciare l'attività perché nella sua situazione è meglio non attirare troppo l'attenzione. Rachel però intende andare avanti, evidenziando come la sua vita non possa ruotare soltanto attorno al call center.
Frank manda Jackie a trattare con Remy per indurre Tusk ad accettare la sua proposta. Jackie e Remy discutono in un locale, ritrovandosi poi a letto insieme: la strada verso l'accordo sembra spianata, ma Frank scopre che il presidente ha fissato un incontro con Tusk che potrebbe preludere a un "secondo matrimonio". Per evitare questo decide di compiere una mossa spregiudicata, rifiutando l'intesa. Frank si trova a Baltimora per la cerimonia inaugurale della stagione di baseball, quando salta la corrente per quello che Tusk definisce un malfunzionamento ai suoi impianti. Frank mette in testa al presidente che Tusk sta cospirando con la Cina e lo invita a non incontrarlo, spingendolo verso una soluzione drastica: un decreto esecutivo per confiscare due centrali nucleari di Tusk. Il magnate e Frank si incontrano da Freddy, dove il vicepresidente lo invita ad andarsene senza incontrare Walker e puntualizza che la loro partnership è finita.

## Capitolo 20
- Diretto da: James Foley
- Scritto da: Bill Kennedy

### Trama
L'amministrazione Walker viene duramente attaccata in un video diffuso dal fantomatico comitato "Gli amici di un'America migliore", dove il presidente è accusato di essersi circondato di persone inaffidabili e poco pulite. Preoccupato per il danno d'immagine in vista delle elezioni di metà mandato, Walker ordina a Frank di scovare la fonte che sta finanziando il Partito Repubblicano prima della pubblicazione del bilancio trimestrale. Notando che il suo rapporto con il presidente si sta incrinando, Frank lo invita a cena a casa sua insieme alle mogli.
Remy e Jackie continuano a frequentarsi, pur riuscendo a mantenere distinte le rispettive aree di competenza. Intanto, continua a manifestarsi una profonda differenza di vedute tra gli assistenti di Frank e Claire: Seth sta riuscendo a imporre le sue idee, mentre Connor si trova pesantemente condizionato nella sua azione. Seth si incontra in segreto con Remy: si scopre così che l'assistente di Frank lavora per conto del lobbista, il quale lo ha infiltrato nello staff del vicepresidente per scovare qualche scheletro nel suo armadio. Seth chiede a Remy di potersi liberare di Connor, così da poter avere le mani libere: al giovane viene offerto un lavoro importante, con opportunità di carriera, nel settore privato. Connor annuncia a Claire la sua decisione di andarsene.
Frank scopre da un suo informatore che il finanziamento ai repubblicani arriva da un casinò di Kansas City, gestito da Dan Lanagin. Frank conosce molto bene Lanagin, essendo stato un finanziatore dei democratici: per capire le motivazioni del cambio di campo, spedisce Doug da lui. Qui conosce una cameriera, con la quale condivide il passato da alcolista: i due passano la notte insieme e la mattina dopo Doug la lascia, regalandole la spilla ottenuta al decimo anno di alcolisti anonimi, anche se la donna ha capito che i suoi pensieri sono rivolti a un'altra persona. Doug, appurato che dietro al casinò ci sono Feng e Tusk, prende il primo aereo per la Cina, dove si intrattiene una notte per trattare. L'indomani Feng fa la sua proposta: il ponte di Port Jefferson, ma stavolta vuole che sia Frank a fare la prima mossa perché non vuole essere ingannato ancora. La giornalista del "Wall Street Telegraph" Ayla Sayyad è riuscita a collegare Feng e Tusk in una raffineria.
Durante la cena con il presidente, Frank e Claire notano che la coppia non funziona in simbiosi come loro. Dietro c'è il tarlo Christina che continua a preoccupare Tricia, temendo che si stia avvicinando troppo al marito: Walker allontana con decisione il pensiero di una relazione segreta. La serata è comunque piacevole e dà modo a Frank di ritrovare la sintonia con il presidente: per l'occasione interviene anche Freddy, il quale è diventato famoso per l'articolo di un giornalista in cui il suo locale è menzionato come il preferito del vice presidente. A Freddy viene proposta l'apertura di un franchising per farsi conoscere, ma è fortemente indeciso.
Frank riceve Lanagin per metterlo alle strette, rivelandogli di conoscere perfettamente la sua combutta con Tusk. Frank gli offre una linea diretta con il presidente Walker per influenzare la legislazione sul gioco d'azzardo, ma Lanagin vuole di più: lui è interessato ai soldi e chiede di avere più di Tusk. Frank si rende conto che la loro divergenza è di natura razziale: Lanagin, nativo americano, non ripone alcuna fiducia nell'amministrazione presidenziale, quindi non accetterà alcun compromesso di questo tipo. Furioso per il fallimento del colloquio, dopo i ragguagli di Doug sul viaggio in Cina Frank esce a correre con Claire per sfogarsi.

## Capitolo 21
- Diretto da: James Foley
- Scritto da: David Manson

### Trama
Frank prova a convincere il presidente ad avallare la costruzione del ponte di Long Island, sostenendo che in campagna elettorale aveva promesso di puntare molto sulle infrastrutture per creare posti di lavoro. Walker rimprovera Frank sul fatto che gli ha tenuto nascosti i negoziati con Feng, ma il vicepresidente ritiene di aver fatto la cosa giusta a tenerlo all'oscuro di tutto. Intuendo che Linda sta cominciando a mettersi in mezzo tra lui e il presidente, Frank la induce a rassegnare le dimissioni perché ormai i rapporti sono compromessi. Linda se ne va e Walker la ringrazia per la professionalità dimostrata.
Claire ottiene un'audizione pubblica per Megan Hennessey, la ragazza che ha denunciato la violenza subita da McGinnis. Nel frattempo, Remy ha incontrato Evelin Baxter (l'ex segretaria di Claire ai tempi della CWI) per proporle un lavoro nella Sam Corp: in realtà il suo secondo fine è carpire qualche informazione sul conto di Claire, dato che avendo lavorato dieci anni per lei qualcosa dovrà pur sapere. Remy accusa Seth di giocare a favore di Underwood, dato che non sta rispettando i loro accordi di spionaggio: Seth sostiene che aver allontanato Connor è già un buon risultato, ma per il momento non se la sente di esporsi ulteriormente.
I rapporti tra il presidente e la first lady sono molto deteriorati. Claire consiglia a Tricia di vedere un consulente matrimoniale, poiché la loro unione andrà oltre la durata del mandato di Walker alla Casa Bianca. Tricia prova a parlarne con il marito: quest'ultimo, dopo un'iniziale titubanza, accetta di vedersi in segreto con lo stesso terapista che a suo tempo si era occupato anche di Frank e Claire.
Rachel ospita Lisa a casa sua: la ragazza ha incontrato nuovamente la persona che l'ha spinta nel tunnel della droga. Rachel decide di mettere Lisa al corrente del suo passato di prostituta, spiegandole che nonostante tutti i suoi clienti non è mai riuscita a legarsi a qualcuno. Le due ragazze scoprono di essere molto vicine e iniziano a baciarsi, rivelando una relazione fino a quel momento rimasta sopita.
Frank incontra la tribù navajo e tratta il loro riconoscimento federale, così da creare problemi al business di Lanagin. Le pratiche sono tuttavia molto lunghe e Doug prova ad accelerarle, convincendo il responsabile dell'Agenzia degli Affari Indiani a mettere al primo posto la faccenda. Frank si reca da Lanagin, dove trova anche Tusk: il magnate propone la ripresa dei flussi di denaro verso i democratici, ma in cambio vuole che favorisca una riconciliazione con Walker. Frank se ne va infuriato e decide di attaccare direttamente gli affari di Tusk. Quest'ultimo risponde inviando la prima pagina di un quotidiano con una fotografia di Claire, fatta da Adam Galloway.

## Capitolo 22
- Diretto da: Jodie Foster
- Scritto da: Beau Willimon

### Trama
La foto di Claire realizzata da Adam Galloway inizia a dare scandalo e la donna chiede all'ex amante, che ora ha una nuova compagna, di mentire riguardo alla loro relazione: l'uomo afferma dunque di aver avuto con lei solo rapporti di lavoro, ma di non averle scattato alcuna foto mentre dormiva. Claire e Frank però rilasciano una dichiarazione volutamente contrastante con quella di Adam, in modo da non far pensare che si sono accordati; questo inizia ad incrinare i rapporti tra Galloway e gli Underwood.
Freddie, intanto, accetta la proposta di creare un franchising prendendo a tema il suo locale; con i soldi ottenuti vuole comprare una nuova casa al figlio ed al nipote. Seth e Doug litigano riguardo al da farsi sulla questione Galloway, e Frank nota che la loro competizione potrebbe andare a suo favore.
Remy, nel frattempo, costringe Adam a rendere pubblica un'altra foto di Claire in momenti compromettenti, minacciando di rendere pubblica l'accusa di tradimento da parte della sua compagna: essa, infatti, è colombiana e aiutava una fazione rivoluzionaria, ed è condannata a morte. Adam diffonde una foto di Claire nella doccia; la donna nega le accuse, e Seth convince una modella a mentire, dichiarando che le foto ritraggono lei e non la moglie del Vice-presidente.
Remy, inoltre, diffonde notizie diffamatorie nei confronti di Freddie, dichiarando che molti anni prima aveva ucciso due persone in un incidente e che ha fatto parte di una gang. I primi fotografi iniziano a prendere di mira Freddie e mentre è in giro con suo figlio, quest'ultimo minaccia con una pistola uno dei reporter, venendo quindi ricondotto in carcere poiché fuori in regime di libertà vigilata. A questo punto, Freddie è costretto a vendere il locale per pagare la cauzione e perde la possibilità del franchising per via di una clausola sulla moralità presente nel contratto. Frank lo incontra e tenta di aiutarlo, ma l'uomo rifiuta ogni tentativo del vice-presidente, dichiarandogli inoltre di non averlo mai considerato un amico, ma solo un cliente: per la prima volta, Frank mostra rimorso, dichiarandosi un ipocrita.
Claire convince Adam a venire a casa loro, e gli fa vuotare il sacco su chi l'abbia costretto a divulgare altre foto, ossia Remy. In cambio della promessa di far cadere le accuse su di lui e sulla sua compagna, Adam dovrà dichiarare che quella foto è davvero finta e che l'ha diffusa solo perché i suoi affari erano in ribasso e gli serviva un modo per tornare al centro dell'attenzione; nonostante le sue titubanze, alla fine è costretto ad accettare la proposta.
Tusk, che aveva organizzato il piano, riceve una telefonata da Remy: l'uomo si dichiara molto deluso del suo lavoro.
Il giorno dopo, sistemata la questione, Frank dice a Doug che dovranno far crollare Tusk colpendolo nei suoi punti più deboli, in quanto non può più permettersi di minacciarli così; questa volta è Claire, ancora scossa, a rincarare la dose, affermando che Tusk dovrà soffrire oltre a venire sconfitto: è chiaro che ora per entrambi gli Underwood la missione sarà quella di distruggerlo definitivamente.

## Capitolo 23
- Diretto da: Robin Wright
- Scritto da: Laura Eason, Beau Willimon

### Trama
Un ex marine, la cui moglie ha abortito dopo i recenti scandali sessuali nell'esercito, tenta di entrare in casa Underwood per colpire Claire ma viene fermato dagli agenti della sorveglianza. Il protocollo costringe Claire a non poter uscire di casa per questioni di sicurezza, con Edward Meechum che ottiene di poterla proteggere.
Jackie si rifiuta di collaborare con Claire per la sua legge per non macchiare la propria immagine dopo il caso Galloway. Seth, che sta scavalcando Doug, riferisce a Underwood che Jackie va a letto con Remy e così il vice presidente prova a riportarla dalla sua parte, in vista anche delle prossime elezioni di medio termine. I rapporti di Remy con Jackie sono sempre più tesi e Tusk gli ordina di colpire i democratici di Underwood, fino ai più vicini suggerendo proprio Jackie.
Doug consente a Rachel di lasciar vivere Lisa a casa sua, ma le frequenti visite fuori città di Doug non passano inosservate: è stato intercettato dall'hacker che aveva incastrato Lucas.

## Capitolo 24
- Diretto da: John Coles
- Scritto da: John Mankiewicz, Beau Willimon

### Trama
Scoppia il caso cinese e Underwood deve difendersi davanti all'udienza della Dunbar. Quest'ultima mostra una prova inconfutabile della presenza di Doug in uno dei casinò di Lanagin e a Pechino il giorno seguente, come potenziale collegamento diretto tra Underwood e l'inchiesta di corruzione. Gli avvocati di Frank richiedono del tempo per esaminare la questione e analizzare il materiale privato con le procedure previste dalla sicurezza nazionale. Il presidente Walker, visibilmente esausto dalle recenti faccende che lo coinvolgono, si accorge di quanto Frank non sia mai stato così teso, confidando in lui affinché la faccenda si risolva il prima possibile. Nonostante Doug sia al momento esposto e riveli al suo capo di non sentirsi più in sé da qualche tempo, Frank decide di dare per la prima volta una terza chance a qualcuno. Doug comincia subito col seppellire l'ascia di guerra con Grayson, i due setacciano quindi i registri degli ultimi dieci anni di viaggi e spostamenti di Underwood, con lo scopo di trovare la minima traccia che potrebbe colpevolizzare il vice presidente. Traccia che non troveranno. Frank suggerisce al presidente Walker di compiere il medesimo gesto di cooperazione, rendendo noti i propri registri di viaggio alla commissione d'inchiesta. Una volta tornato in udienza, Frank ammette il suo coinvolgimento nella questione cinese e dichiara alla Dunbar di non essere a conoscenza del riciclaggio di denaro da parte di Feng, facendo così apparire le indagini interne condotte da Doug semplicemente meno efficaci di quelle del Dipartimento di Giustizia. A questo punto vengono quindi volontariamente consegnati alla commissione i registri di viaggio del vice presidente e del presidente Walker.
Doug intanto confessa durante un incontro di AA la sua ossessione per Rachel, con la quale sente comunque di dover terminare i rapporti evitando inutili sofferenze a entrambi. Prima di sbarazzarsi del suo attuale cellulare, Stamper decide di cancellare il contatto telefonico di Rachel, attività che viene comunque tracciata da Gavin Orsay. Nonostante Doug abbia cancellato il contatto di Rachel, sente il bisogno di andare a trovarla, sorprendendola – senza farsi vedere – a letto con Lisa.
Remy Danton fa visita a Havemeyer per investigare sulle circostanze che hanno portato Jackie Sharp alla nomina di Whip, con l'obiettivo di mettere pressione alla donna e far implicare Underwood nello scandalo. Jackie rifiuta di essere manipolata, ponendo così Remy in una difficile situazione da gestire nei confronti di Raymond Tusk. Danton propone quindi a Frank di ridurre gli attacchi alla sua reputazione e a quella di Claire in cambio dell'incolumità della Sharp. Quello che Remy non sa è che Frank ripone meno interesse in Jackie di quanto ne riponga Tusk.
Intanto Megan si sblocca e dopo una prima intervista riguardo allo stupro vorrebbe rilasciarne altre, sebbene in un primo momento avesse detto a Claire di sentirsi ancora titubante nell'esporsi ai media. La donna però ha frequenti sbalzi d'umore causati dalla dipendenza da psicofarmaci, fatto che non lascia Claire del tutto tranquilla.
Gli Underwood hanno un rapporto sempre più stretto con la guardia del corpo Meechum. Frank, di ritorno a casa, trova Claire ed Edward (fuori servizio) visibilmente ubriachi, si unisce a loro e Claire dà il via ad un rapporto sessuale a tre.

## Capitolo 25
- Diretto da: James Foley
- Scritto da: Beau Willimon

### Trama
Il Presidente Walker sospetta che Underwood lo voglia sfidare alle elezioni del 2016 e gli comunica di non volerlo più incontrare e così Underwood porta dalla sua parte il Segretario di Stato Durant che concede l'asilo a Feng che, rifugiatosi a Dubai, ammette di aver riciclato denaro nel casinò. Doug riprende il controllo su Rachel facendo cacciare di casa Lisa. Megan e Jackie si scontrano in tv riguardo alla violenza sessuale e così poi Claire incontra Jackie e accetta di non far passare la sua legge, litigando per questo poi con Megan. Nel frattempo il dottor Larkin testimonia davanti al procuratore Dunbar riguardo ai suoi rapporti col Presidente Walker. Remy rompe con Tusk che compare anch'egli davanti alla Dunbar per difendersi dalle accuse di Feng appellandosi al 5° emendamento (facoltà di non rispondere). Il Presidente e sua moglie chiariscono la faccenda davanti alla stampa per evitare l'impeachment sul quale fanno leva i coniugi Underwood con l'appoggio di Jackie Sharp.

## Capitolo 26
- Diretto da: James Foley
- Scritto da: Beau Willimon

### Trama
Linda torna alla carica testimoniando contro Underwood e riavvicinandosi al presidente Walker, ottenendo l'incarico di riallacciare i contatti con Tusk. Offrendogli la grazia, l'obiettivo è far fuori Underwood, che intuisce tutto e contrattacca tentando di trovare lui un accordo con Tusk. In seguito scrive una lettera di chiarimento d'intenti a Walker, il quale auspica che Underwood lo salvi dall'impeachment e così dice a Linda di annullare l'accordo con Tusk. Megan è distrutta psicologicamente e Claire va a trovarla ma viene respinta e, una volta a casa, scoppia a piangere. In aula Tusk, mentendo, accusa Walker di aver saputo del meccanismo di finanziamento ideato e agevolato dallo stesso imprenditore insieme a Feng. L'impeachment passa al voto alla Camera dei Rappresentanti e così Walker decide di dimettersi immediatamente confortato da Underwood che va così a sostituirlo. Come primo atto l'ex vicepresidente ritira la flotta americana schierata in Asia e revoca l'asilo a Feng che è costretto a tornare in Cina, dove sarà sicuramente fucilato.
Intanto Doug, allarmato dal fatto che l'hacker che aveva incastrato Lucas, abbia portato avanti un'indagine personale sul suo conto, prende in consegna Rachel per capire se sia mai stata contattata da qualcuno. La ragazza, spaventata dal fatto che stanno andando fuori città, scappa nel bosco e colpisce Doug con un sasso alla testa, ripetutamente. Colta dal panico pensando di averlo ucciso, fugge con la sua auto lasciandolo a terra, moribondo. Nel frattempo Underwood si insedia alla Casa Bianca e, compiaciuto del suo successo, entra trionfante nello Studio Ovale.